# Kanaküla
Kanaküla är en ort i Estland. Den ligger i Saarde kommun och landskapet Pärnumaa, i den sydvästra delen av landet, 130 km söder om huvudstaden Tallinn. Kanaküla ligger 44 meter över havet och antalet invånare är 128.
Terrängen runt Kanaküla är platt. Runt Kanaküla är det glesbefolkat, med 8 invånare per kvadratkilometer. Närmaste större samhälle är Tihemetsa, 11,5 km söder om Kanaküla. I omgivningarna runt Kanaküla växer i huvudsak blandskog.